# Caudrot
Caudrot is een gemeente in het Franse departement Gironde (regio Nouvelle-Aquitaine). De plaats maakt deel uit van het arrondissement Langon. Caudrot telde op 1 januari 2022 1.096 inwoners. In de gemeente ligt de spoorweghalte Caudrot.

## Geografie
De oppervlakte van Caudrot bedroeg op 1 januari 2022 6,12 vierkante kilometer; de bevolkingsdichtheid was toen 179,1 inwoners per km².

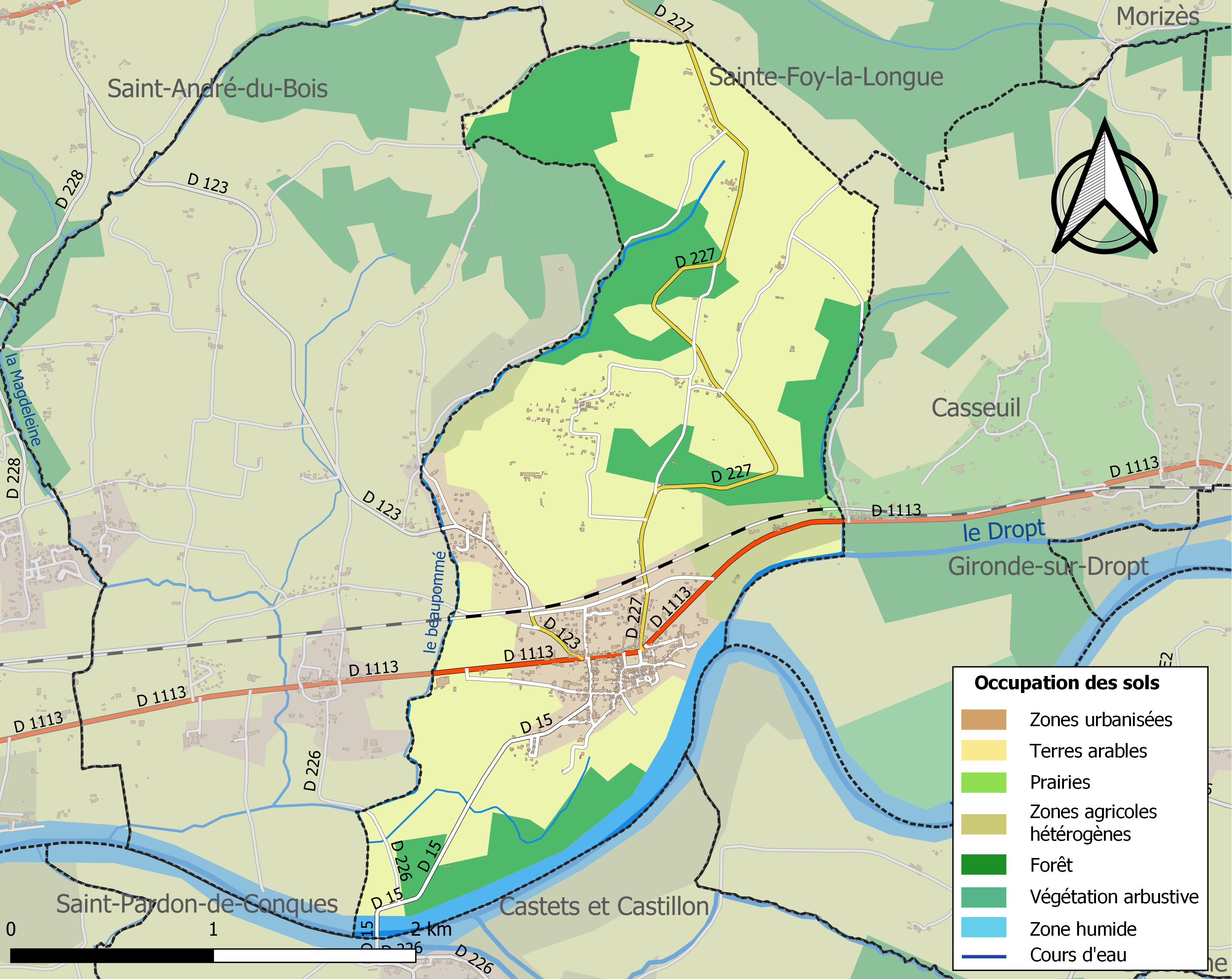
Kaart van de gemeente met belangrijkste infrastructuur, bodemgebruik en omliggende gemeenten

## Demografie
Onderstaande figuur toont het verloop van het inwonertal (bron: INSEE-tellingen).